# يو إف سي ليلة القتال: ألميدا ضد لويس
يو إف سي ليلة القتال: ألميدا ضد لويس (بالإنجليزية: UFC Fight Night: Almeida vs. Lewis)‏ (يُعرف أيضًا باسم يو إف سي ليلة القتال 231 ويو إف سي على إي إس بي إن+ 89) هو حدث لفنون القتال المختلطة نظمته يو إف سي، أُقيم في 4 نوفمبر 2023، على صالة إيبيرابويرا للألعاب الرياضية في ساو باولو، البرازيل.

## الخلفية
يمثل هذا الحدث الزيارة التاسعة للمنظمة إلى ساو باولو والأولى منذ يو إف سي ليلة القتال: بلاهوفيتش ضد جاكاري في نوفمبر 2019.

## الجوائز الإضافية
حصل المقاتلون التاليون على مكافآت قدرها 50 ألف دولار.
- قتال الليلة: نيكولا دالبي ضد غابرييل بونفيم
- أداء الليلة: إلفيس برينر وفيتور بيترينو